# Cisma de la Iglesia del Oriente de 1552
El Cisma de 1552 fue un evento importante en la historia de la Iglesia del Oriente. Dividió esta Iglesia en dos facciones, una de las cuales entró en comunión con la Santa Sede de Roma y se convirtió en parte de la Iglesia católica y la otra permaneció independiente hasta el siglo XIX. Aunque la línea de Eliya, que surgió como resultado de este cisma, finalmente entró en comunión con el papa, la línea de Simón, cuya entrada en plena comunión con Roma causó este cisma, de hecho se volvió independiente de nuevo en el siglo XVII. Las circunstancias del cisma de 1552 fueron controvertidas en su momento y han sido disputadas desde entonces.

## Sumario de eventos
Hacia la mitad del siglo XV el patriarca Simón IV Basidi introdujo la práctica de nombrar metropolitanos solo entre miembros de su familia, lo que llevó a que la sucesión patriarcal fuera hereditaria, normalmente de tío a sobrino. Esta práctica, que tendió a resultar en una escasez de herederos elegibles, ocasionalmente llevó a un cisma en la Iglesia del Oriente. Luego de la devastación del Kurdistán producida por la guerra entre el Imperio otomano y la dinastía "safávida" a principios del siglo XV, varias diócesis quedaron vacantes a causa de no existir suficientes miembros de la familia patriarcal para ser consagrados obispos metropolitanos. El patriarca Simón VII Ishoyahb (1539-1558) causó una gran ofensa al comienzo de su reinado al designar a su sobrino de doce años Hnanisho como metropolitano y su sucesor (o natar kursya), presumiblemente porque no había parientes mayores disponibles. Varios años después, probablemente porque Hnanisho había muerto en el ínterin, designó como sucesor a su otro sobrino, Eliya de quince años, el futuro patriarca Elías VII (1558-1591). Además de hacer estos dos nombramientos controvertidos, sus oponentes también lo acusaron de permitir el concubinato, vender puestos clericales y vivir intempestivamente.
En 1552 Simón VII Ishoyahb se había vuelto tan impopular que sus oponentes se rebelaron contra su autoridad. Los rebeldes, principalmente de los distritos de Amida (hoy Diyarbakır), Siirt y Salmas, se reunieron en Mosul en un sínodo. Clérigos, monjes y tres o cuatro laicos delegados de cada una de las diez regiones de patriarcado eligieron como patriarca Simón VIII a un monje llamado Yohannan Sulaqa, superior de monasterio Rabban Hormizd cerca de Alqosh, quien luego en Roma dijo tener el apoyo de los obispos de Erbil, de Salmas y de Adarbaigan. Sin embargo, ningún obispo con rango de metropolitano estuvo disponible para consagrarlo como canónicamente era requerido y los misioneros franciscanos que estaban trabajando entre los nestorianos persuadieron a los partidarios de Sulaqa para que legitimara su posición pidiendo la consagración episcopal al papa de Roma.
Sulaqa fue acompañado a Jerusalén por un grupo de partidarios y desde allí viajó a Roma para exponer su caso en persona al papa Julio III (1550-1555). También presentó una carta, redactada por sus partidarios del sínodo reunido en Mosul, que exponía sus pretensiones de ser reconocido como patriarca expresando que su elección había sido legítima ya que decían que Simón VII Ishoyahb había muerto en 1551 (lo cual no había ocurrido). Llegó a Roma el 18 de noviembre de 1552 y el 15 de febrero de 1553 hizo una profesión de fe católica ore et scriptu reconocida como ortodoxa por los cardenales reunidos en dos consistorios el 17 y el 20 de febrero. El 9 de abril de 1553, habiendo satisfecho a la Santa Sede de su fe católica, Sulaqa fue consagrado obispo en la basílica de San Pedro. El 20 de abril (fecha indicada en el Anuario Pontificio) fue reconocido como patriarca de Mosul por el papa Julio III con la bula Divina disponente clementia y el 28 de abril recibió el palio de manos del papa en un consistorio secreto en el Vaticano, con la bula Cum nos nuper. Estos eventos, que marcaron el nacimiento de la Iglesia católica caldea iniciando la serie de patriarcas católicos caldeos de Babilonia (línea Shimun), crearon un cisma permanente en la Iglesia del Oriente.
La jurisdicción reconocida al nuevo patriarca en la bula Divina disponente clementia se extendía también a la India:

Postmodum vero ecclesia patriarchali de Muzal et insulae Tigris ac caeterarum civitatum et terratum orientalium eidem Patriarchae subjectarum, necnon monasteriorum ejusdem in Sui Massin et et Calicuth ac tota India existentium eidem etiam Patriarchae subditorum dum vivert praesidebat [...]

Como el nuevo patriarca solicitó un consejero, el 23 de junio de 1553 el papa designó al obispo titular de Auria, el dominico maltés Ambrosius Buttigeg, como nuncio apostólico en Mosul.
Sulaqa regresó a la Mesopotamia hacia el final de 1553 y estableció su residencia en Amida (hoy Diyarbakır en Turquía). En diciembre de 1553 obtuvo documentos de las autoridades otomanas reconociéndolo como un patriarca caldeo independiente y en 1554, durante una estancia de cinco meses en Amida, consagró obispos metropolitanos para las diócesis de Gazarta (hoy Cizre) y Hesna d'Kifa (hoy Hasankeyf) y creó 3 nuevas eparquías consagrando a los obispos de Amida, Mardin y Siirt. Simón VII Ishoyahb, a quien en Roma creían muerto, respondió consagrando a dos miembros más menores de edad de la familia patriarcal como metropolitanos para Nísibis y Gazarta y también se ganó al gobernador otomano de Amadiya, quien invitó a Sulaqa a esa ciudad, lo encarceló durante cuatro meses y lo ejecutó en enero de 1555.

## Las circunstancias controvertidas de la elección de Sulaqa
Hay dos tradiciones muy diferentes y contradictorias en cuanto a las circunstancias de la elección de Sulaqa. Según una versión de los acontecimientos, que se deriva de una carta de Andrew Masius y también se refleja en el acto consistorial del Vaticano de abril de 1553, el cisma de 1552 fue precipitado por la muerte del patriarca Simón Bar Mama en Gazarta en 1551, y por la posterior consagración de un niño de ocho años, Simón VIII Dinkha, como su sucesor. Sulaqa fue entonces elegido por un partido en la Iglesia que desaprobaba el principio de la sucesión hereditaria. Simón VIII Dinkha y Sulaqa vivieron durante dos años como patriarcas rivales, hasta que Simón VIII Dinkha provocó la muerte de Sulaqa en 1555, muriendo él mismo en 1558. Esta tradición buscó legitimar la elección de Sulaqa por el papa Julio III y sus cardenales, presentándola como un regreso al principio electivo.
Esta versión de los eventos ha sido repetida en varias historias posteriores, por Giuseppe Luigi Assemani en 1775, y Filippo Angelico Becchetti en 1796. También ha sido aceptada por varios eruditos modernos de la Iglesia del Oriente, incluido el diácono caldeo Joseph Tfinkdji en 1914, y el cardenal Eugene Tisserant en 1931. Más recientemente, fue aceptado en 1993 por Jean-Maurice Fiey, un erudito de especial importancia en este campo, que enumeró todos patriarcas y obispos conocidos de las Iglesias sirias orientales y occidentales, incluyendo los patriarcas Simón VII Bar Mama (1538-51) y Simón VIII Dinkha (1551-1558) de los patriarcas.
Según otra versión de los acontecimientos, derivada del testimonio del segundo patriarca caldeo Abdisho IV Maron y confirmada por una carta de enero de 1555 por el nuncio apostólico Ambrose Buttigeg, Sulaqa fue consagrado durante una rebelión contra el patriarca reinante Simón VII Ishoyahb (1539-1558). La rebelión fue provocada por la mala conducta de Simón en general, y por su consagración de dos metropolitas menores de edad en particular. Esta tradición buscaba legitimar la elección de Sulaqa para los críticos en la Iglesia de Oriente, presentándola como una revuelta justificada contra un patriarca disoluto.
Las dos versiones de los hechos no se pueden conciliar y dan lugar a la fuerte sospecha de que Sulaqa o sus seguidores mintieron al Vaticano en 1552 cuando afirmaron que Sulaqa había sido elegido en respuesta a la consagración del patriarca de ocho años Simón VIII Dinkha después de la muerte de Bar Mama en 1551. En realidad, la elección de Sulaqa constituyó un acto de rebelión contra Simón VII Ishoyahb, que todavía era patriarca de la Iglesia de Oriente cuando Sulaqa fue consagrado en Roma en abril de 1553.
En 1831, Jacques Marie Vosté se refirió a las contradicciones en las fuentes relevantes, pero no siguió sus implicaciones. En un influyente estudio de Joseph Habbi en 1966, estas implicaciones fueron exploradas más completamente. El estudio de Habbi se concentró en las contradicciones entre la evidencia documental sobreviviente en el Vaticano y una versión alternativa de los eventos conservados en los poemas de Abdisho IV Maron, el sucesor de Sulaqa como patriarca caldeo, y concluyó que Sulaqa fue elegido en 1552 en el curso de una rebelión contra el patriarca reinante Simón VII Ishoyahb. Habbi se centró exclusivamente en las fuentes literarias, y no consideró un cuerpo adicional significativo de evidencia disponible en los colofones de una serie de manuscritos sirio orientales del siglo XVI. La evidencia de estos colofones, desplegada por David Wilmshurst, apoyó completamente el argumento principal de Habbi, y también arrojó más luz sobre las circunstancias de la elección de Sulaqa al identificar a los dos metropolitanos jóvenes cuya consagración precipitó el cisma de 1552. Las conclusiones de Habbi y Wilmshurst fueron aceptadas por Heleen Murre-Van den Berg en un importante artículo publicado en Hugoye en 1999, The Patriarchs of the Church of the East from the Fifteenth to Eighteenth Centuries, y no han sido desafiados posteriormente por los eruditos de la Iglesia del Oriente. 

## Disputas sobre la historia

### La versión de Andrew Masius
Según una carta de Andrew Masius, Sulaqa fue elegido poco después de la muerte del patriarca anterior en Gazarta en 1551, a quien sucedió su sobrino de ocho años, Simón Dinkha, el único pariente varón sobreviviente. De acuerdo con Labourt, quien no identifica su fuente, Simón Dinkha fue consagrado por Hnanisho, el único metropolitano que quedaba. Sulaqa fue entonces elegido por un partido en la Iglesia que desaprobaba el principio de la sucesión hereditaria, y Simón VIII Dinkha y Sulaqa vivieron durante algunos años como patriarcas rivales, hasta que Simón Dinkha provocó la muerte de Sulaqa en 1555, muriéndose en 1558. Esta tradición se refleja en el lenguaje utilizado en el acta consistorial en el Vaticano reconociendo a Sulaqa como patriarca. Después de afirmar que la elección de Sulaqa siguió a la muerte del patriarca Simón Mama, el acta continúa de la siguiente manera:

Hace aproximadamente cien años, un patriarca trató de hacer que su sagrado oficio fuera hereditario en su familia, y cada obispo, metropolitano y patriarca, desde entonces ha sido miembro de su familia. El último patriarca también intentó designar como su sucesor a su sobrino, a quien había nombrado obispo cuando tenía apenas ocho años, pero murió antes de poder alcanzar su objetivo. Toda la nación, tanto sacerdotes como laicos, resolvieron tomar esta oportunidad enviada por el cielo de terminar con la tiranía y restaurar su antiguo derecho de elección.

### Problemas con la historia de Masius
A pesar de la autoridad de los estudiosos que han seguido a Masius, existen motivos para rechazar su versión de los hechos. Primero, la única evidencia es la declaración de Masius de que un patriarca murió en Gazarta en 1551, y es posible que malinterpretara la posición. Su carta se basó en una carta escrita en Mosul en 1552 por los partidarios de Sulaqa, que fue llevada a Roma por Sulaqa. Esta carta, citada en dos versiones ligeramente diferentes por Giuseppe Simone Assemani, y Wilhelm van Gulik, no menciona la muerte reciente de un patriarca. En cambio, afirma que el patriarca había tratado de crear un metropolitano entre sus parientes:

Hace cien años, tuvimos un patriarca que solo consagraría a un metropolitano de entre su propia estirpe, clan y familia, y su familia ha mantenido esa costumbre durante los últimos cien años. Ahora solo queda un obispo de la familia, y ha impúdicamente intentado hacer lo mismo que sus predecesores. Pero nos negamos a aceptarlo o proclamarlo ...

Además, en este período ya era habitual que los patriarcas fueran enterrados en el monasterio de Rabban Hormizd, y no hay una tumba intermedia entre la de Simón VI († 1538) y la de un patriarca llamado Simón que murió en 1558.
Finalmente, una serie de poemas sobre la vida de Sulaqa compilados en el año siguiente a su muerte por su sucesor Abdisho IV Maron no saben nada de la reciente muerte de un patriarca y la sucesión de Simón VIII Dinkha. En estos poemas, traducidos en 1931 por Jacques Marie Vosté, Sulaqa y sus partidarios se rebelaron contra un disoluto patriarca llamado Bar Mama ('hijo de Mama'), un veterano en el cargo y no un niño recién elegido. Los primeros manuscritos de estos poemas fueron copiados en 1556 por el hermano de Sulaqa, José, metropolitano de India (MS Vat Syr 45), y nuevamente, un poco más tarde por Eliya Asmar, metropolitano de Amida (MS Borgia 21). Este patriarca permaneció en el cargo después de la elección de Sulaqa, y eventualmente pudo provocar su muerte en 1555. Por lo tanto, pudo haber sido el débil católico Simón, hijo del difunto Mama, cuya nota de propiedad (sin fecha) se ha conservado en un manuscrito copiado en 1482.

### La versión de Abdisho IV Maron

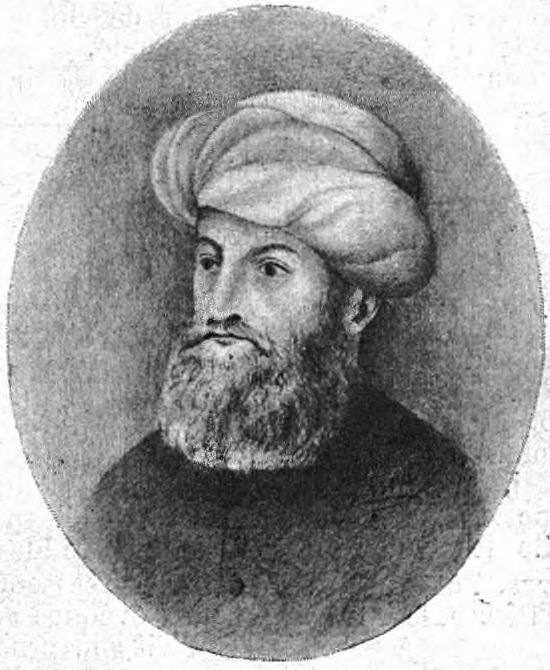
Abdisho IV Maron, quien sucedió a Sulaqa como patriarca caldeo en 1555.

La historia de Abdisho escrita cercana a los eventos que describe, y para un público familiarizado con las circunstancias de la elección de Sulaqa, es preferible a la versión (más favorable a Sulaqa) de las personas externas a los hechos. Abdisho escribió tanto para justificar las elecciones irregulares de Sulaqa como para refutar a sus críticos. El énfasis del poema mostró que los partidarios de Sulaqa estaban incómodos en dos puntos: primero, que se habían rebelado contra un patriarca reinante; y, en segundo lugar, que habían salido de la Iglesia del Oriente y buscado la consagración de Sulaqa en Roma. Abdisho se ocupó del segundo punto destacando la falta de obispos disponibles en Kurdistán, y dando una lista (espuria) de patriarcas anteriores que habían sido consagrados en Roma. La primera y más importante crítica que rechazó al citar ejemplos bíblicos de la deposición de los malos gobernantes, enfatizando la incapacidad de Bar Mama para su posición, y sugiriendo que él era "tan bueno como muerto":

Cuando este Bar Mama se había distanciado del trono patriarcal, y bien podría haber estado muerto como vivo, la generosidad de nuestro Salvador eligió a un excelente monje del monasterio de Beth Qoqa, llamado Sulaqa, y lo creó catolicós.

Un largo pasaje en uno de estos poemas enumera un catálogo de ofensas de Bar Mama:

Observe y considere atentamente, sabio lector, cómo la justicia del Altísimo arrojó a este impuro Bar Mama desde su elevado trono. Debido a que sus pecados se acumularon y sus injusticias se multiplicaron, la Justicia se manifestó justamente y lo rechazó como moneda falsa. Su conducta externa atestigua al hombre interior, y sus acciones declaran que su fin está cerca. No le importan los ayunos, las oraciones y las vigilias litúrgicas, pero todo su deleite está en la holgazanería y en los deleites matutinos. Su vida es una larga ronda de banquetes de platos exóticos. Él es un esclavo de su pasión por la buena vida y el placer. Detesta los ayunos dominicales, prefiriendo beber vino. Lo que sea que diga, su conducta deja muy claro que no desea juzgar a los culpables. Él está consumido por el amor al dinero, la raíz de todo mal, que ha arraigado tan profundamente en su corazón que ha expulsado cualquier sentimiento virtuoso. Él ama mucho el oro y la plata, y entonces corteja a los ricos, confiriendo el orden clerical de su elección a cualquiera que le dé suficiente dinero. Aunque está escrito que el oro y la plata no deben ser valorados más que como un trozo de tierra cocida, lo adora tan audaz y abiertamente como un pagano. Todos hemos visto cómo él ha vendido por dinero el don de la gracia, que fue dado gratuitamente por nuestro Señor, y que por el placer de Dios, ningún destinatario digno jamás ha comprado. En su codicia insaciable, ha tomado el sacerdocio, que no se puede comprar ni vender, y ponerlo en el mercado.

Despreciaba a los doctores y hacía caso omiso de sus enseñanzas, alegando que eran irrelevantes e innecesarias. Como invitando a la desgracia que merece, desobedeció los mandamientos de Dios, los cánones eclesiásticos y los estatutos de los apóstoles. Ignoró las enseñanzas de San Pedro y despreció las prohibiciones de San Pablo. No siguió en nada las actas de todos los sínodos, y rompió violentamente cada ley. Pisoteó la ley del Antiguo Testamento e ignoró las enseñanzas del Nuevo Testamento. Amaba la iniquidad, se deleitaba en el fraude, odiaba la verdad y aborrecía la sinceridad. Inventó historias vergonzosas contra la Madre de las Iglesias. Persiguió monasterios e iglesias y saqueó casas y conventos. Odiando lo bueno y odiando a la justicia, derrocó los templos y oratorios de los Santos y Padres. Hizo una burla de los rituales de las iglesias y anuló las órdenes clericales.

Es imposible expresar completamente la maldad de este hombre perverso. Muchas diócesis quedaron viudas y entregó su administración a los laicos. Él depuso y suspendió a muchos sacerdotes que no habían cometido ningún error. Regularmente ordenó como metropolitano a un niño de doce años, invitando a la excomunión de sus obispos. No contento con eso, consagró como metropolitano a otro niño de solo quince años, como confirmarán los testigos veraces y confiables. ¡Cuántos esponsales injustos, matrimonios ilícitos y uniones irregulares fueron contraídas por sus órdenes! Permitió que un hombre tomara tres esposas, un crimen abominable que conmociona la conciencia de hombres y bestias por igual. Dejó que otro hombre, sin educación ni ingenio, tomara dos esposas, en flagrante contravención de nuestras enseñanzas. Un tercer hombre tenía su autoridad para casarse con la esposa del hermano de su padre, un pecado grave y horrible. A un cuarto se le permitió casarse con la esposa del hermano de su madre, una unión que el Legislador específicamente ha prohibido. Un quinto también, con su aprobación, se casó pecaminosamente con su madrina, que debería haber sido para él como una hermana o una tía.

### La evidencia de Ambrose Buttigeg
La confirmación de la versión de los eventos de Abdisho fue provista más tarde por el obispo Ambrose Buttigeg, un dominico maltés que acompañó a Sulaqa de regreso a la Mesopotamia a fines de 1553 como nuncio papal. El 12 de enero de 1555 Buttigeg escribió a la Santa Sede para informarle al papa Julio III que Simón Bar Mama todavía estaba vivo y que acababa de idear el asesinato de Sulaqa:

Su santidad se sorprenderá al saber que, contrariamente a lo que le dijeron a su santidad, a los cardenales más reverenciados y al resto de ustedes, el viejo patriarca nunca murió en absoluto, y recientemente ha asesinado al dicho Simón Sulaqa.

### Evidencia de colofones manuscritos
Para haber cometido el catálogo de crímenes imputados a él por Abdisho IV Maron, el patriarca Bar Mama debe haber ocupado el cargo durante varios años.[cita requerida] De acuerdo con la evidencia de las fórmulas de datación de manuscritos copiados en la primera mitad del siglo XVI, el patriarca Simón VI, que murió el 5 de agosto de 1538, fue sucedido por su hermano Simón VII Ishoyahb, que fue mencionado por primera vez como metropolitano y guardián del trono ya en 1504 (MS Seert 46), y a quien se menciona por primera vez como patriarca en un colofón de 1539 (MS Vat Syr 339). Es claramente el patriarca Bar Mama de Abdisho.
Según Abdisho, Bar Mama escandalizó a los fieles al consagrar a dos niños como metropolitanos, uno de doce y el otro de quince, y de entregar la administración de otras diócesis a los laicos. (Abdisho no menciona una propuesta para consagrar a un niño de ocho años como metropolitano, y seguramente lo hubiera hecho si hubiera sido cierto.) Como Bar Mama sin duda habría consagrado a otros miembros de su familia para estas diócesis vacantes si alguna hubiera tenido estado disponible, es probable que estos dos metropolitanos fueran los únicos obispos que él consagró. La evidencia de varios colofones manuscritos indica que Simón VII Ishoyahb hizo solo dos nombramientos metropolitanos antes del cisma de 1552.
En 1539, poco después de su asunción, consagró a su sobrino Hnanisho metropolitano de Mosul, y poco después lo designó «guardián del trono» («natar kursya»). Hnanisho es mencionado como metropolitano de Mosul en un colofón de 1539 (MS Vat Syr 339), como metropolitano en 1540 (MS Vat Syr 245), como metropolitano y  natar kursya  en 1540/1 (MS en la colección St Joseph en Beirut), como el sobrino del patriarca y  natar kursya  en 1543 (MS Mardin 14), y como metropolitano y  natar kursya  en 1545 (MS Batnaya 35).
Algunos colofones de 1544 (MS BM Syr 34) y 1545 (MS Vat Syr 66) mencionan a Hnanisho como natar kursya y metropolitano de Gazarta. Probablemente fue transferido a Gazarta no mucho antes porque su obispo anterior había muerto. Un Gabriel metropolitano de Gazarta se menciona en los colofones de diez manuscritos copiados entre 1529 y 1542, el último de los cuales fue copiado en Gazarta el 12 de noviembre de 1542.
De estas referencias se desprende que, además de ocupar sucesivamente los cargos metropolitanos de Mosul y Gazarta, Hnanisho también era natar kursya ya en 1541 y hasta el 18 de octubre de 1545. Entre el 18 de octubre de 1545 y 1550 fue reemplazado como natar kursya por su hermano Eliya, en circunstancias desconocidas. Eliya se convirtió en patriarca en 1558, y se sabe por su inscripción en la tumba en el monasterio de Rabban Hormizd que fue consagrado metropolitano quince años antes, en 1543. Se lo menciona como natar kursya en colofones de 1550, mayo de 1552 y junio de 1554. Según Abdisho, Bar Mama invitó a la excomunión de sus obispos con su consagración anterior. La consagración de Eliya como metropolitano en 1543 aumentó sin duda su impopularidad, pero no parece haber provocado una reacción inmediata. Hnanisho permaneció natar kursya durante al menos dos años después de la consagración de Eliya, y el cisma de 1552 probablemente fue provocado por la designación de Eliya como natar kursya, quizás tan tarde como 1550.
La edad de los dos hermanos en el momento de su consagración no se conoce, pero ambos eran ciertamente jóvenes. Eliya murió en 1591, y su inscripción en la tumba en el monasterio de Rabban Hormizd menciona que había sido metropolitano durante quince años y patriarca durante treinta y dos años. El colofón de un manuscrito de 1562 (Berlín Syr 82), copiado cuatro años después de que Eliya se convirtiera en patriarca, contiene una oración para que Dios pueda 'sostener a la juventud' del patriarca y su hermano el metropolitano Hnanisho, y 'darles una larga vida'.
Para Hnanisho y Eliya, consagrados en 1539 y 1543 respectivamente, para ser descritos como "jóvenes" en 1562, ambos deben haber sido consagrados a una edad temprana, y fueron sin duda los dos jóvenes metropolitanos consagrados por Bar Mama, a la edad de doce años y quince respectivamente. Si Hnanisho tenía doce años cuando fue consagrado en 1539, habría cumplido treinta y cinco en 1562; del mismo modo, si Eliya tenía quince años cuando fue consagrado en 1543, habría cumplido treinta y cuatro en 1562 y un sesenta y tres respetable en el momento de su muerte en 1591.